# Multiferroics
Multiferroics là tên một loại vật liệu (tên gọi xuất phát từ thuật ngữ tiếng Anh, và chưa có một thuật ngữ chính xác trong tiếng Việt) tổ hợp với nhiều tính chất trong cùng một pha của vật liệu. Trong tên gọi, multi có nghĩa là đa, nhiều; ferroic mang ý nghĩa của các tính chất ferro (sắt) như sắt từ, sắt điện,... Các tính chất sắt là các thuộc tính căn bản, nhưng đôi khi multiferroics cũng bao gồm cả các tính chất thứ cấp kiểu phản sắt (ví dụ như phản sắt từ, phản sắt điện, hay feri từ..) . 

## Lịch sử
Khái niệm multiferroics lần đầu tiên được Hans Smid sử dụng năm 1994 trong xuất bản của mình trên tạp chí Ferroelectrics . Trong bài báo này, Hans Schid đã sử dụng định nghĩa multiferroics như một vật liệu đơn pha nhưng có đồng thời hai hoặc nhiều hơn các tính chất ferroic. Ngày nay, khái niệm multiferroics đã được mở rộng ra các loại vật liệu mà mang trong mình bất kỳ một kiểu trật tự từ, hay điện hay cơ đàn hồi ở trật tự xa. Trên thực tế, loại vật liệu có tính chất như vậy đã được nghiên cứu từ năm những năm 1960 . Và lĩnh vực này được ra đời với từ khóa chung là các hệ từ-điện (magnetoelectric) . Nhưng sau khi ra đời, lĩnh vực này hầu như ít được quan tâm, và chỉ thực sự trở nên sôi động trở lại vào năm 2003 với nhiều phát hiện về độ phân cực lớn trong các màng mỏng epitaxy BiFeO3  và phát hiện về liên kết điện - từ mạnh trong các vật liệu TbMnO3 và TbMn2O5. Và hiện nay, multiferroics đang là một lĩnh vực nghiên cứu sôi nổi trong vật lý chất rắn và khoa học vật liệu do khả năng tạo ra nhiều vật liệu tổ hợp mang nhiều tính chất lý thú cả về mặt khoa học cơ bản, cũng như ứng dụng trong công nghệ mới.

## Tính đối xứng và các loại tính chất multiferroics

### Hiệu ứng trật tự điện tích
Là một hiệu ứng bắt nguồn cho các trạng thái multiferroic. Hiệu ứng trật tự điện tích là hiệu ứng mà các điện tử dẫn bị định xứ mạnh tại điểm chuyển pha loại 1. Hiệu ứng này thường xảy ra trong một hợp chất chứa các iôn pha trộn nhiều hóa trị, cùng với những thăng giáng mạnh về từ tính. Các ion này tạo ra sự phân cực do sự phân bố không đồng nhất các điện tích, tạo ra tính sắt điện. Nếu có thêm sự có mặt của các ion từ tính, sẽ tạo ra một liên kết mạnh giữa sắt điện và sắt từ, và tạo ra sự định xứ mạnh của điện tử.
Hiệu ứng trật tự điện tích xảy ra phổ biến ở các perovskite  mà ở đó tính chất sắt điện, sắt từ có thể đồng thời tồn tại, cộng với các hiện tượng chuyển pha dẫn đến sự thay đổi tính chất dẫn của vật liệu. Một ví dụ điển về hiện tượng trật tự điện tích trong các vật liệu multiferroics là xảy ra trong LuFe2O4  mà tính chất sắt điện xảy ra ở dưới 330 K, đồng thời tính feri từ cũng xuất hiện dưới nhiệt độ 240 K.

## Hiệu ứng điện từ
Là một tính chất nội tại quan trọng của các multiferroics mà ở đó, tính sắt từ và sắt điện ngoài việc liên kết mạnh với nhau, còn có sự ảnh hưởng chéo giữa sắt từ - điện trường, sắt điện - từ trường. Hiệu ứng này có thể là tuyến tính hoặc phi tuyến, và phụ thuộc vào nhiệt độ. Hiệu ứng này có thể được viết dưới dạng tensơ độ phân cực và từ độ:
{\displaystyle D_{i}=\sum \alpha _{ij}H_{j}+\sum \beta _{ijk}H_{j}H_{k}+\ldots }
{\displaystyle M_{i}=\sum \alpha _{ij}E_{j}+\sum \beta _{ijk}E_{j}E_{k}+\ldots }

## Ứng dụng
Về mặt thực chất, multiferroics là một dạng vật liệu tổ hợp mà điển hình là tổ hợp các tính chất sắt điện-từ, do đó vật liệu ở dạng khối được khai thác cho các ứng dụng như các cảm biến đo từ trường xoay chiều với độ nhạy cao, các thiết bị phát siêu âm điều chỉnh điện từ, hay các bộ lọc, các bộ dao động hoặc bộ dịch pha mà ở đó các tính chất cộng hưởng từ (sắt từ, feri từ, phản sắt từ...) bị điều khiển bởi điện trường thay vì từ trường .
Đối với các vật liệu dạng màng mỏng, các thông số trật tự liên kết sắt điện và sắt từ có thể khai thác để phát triển các linh kiện spintronics (ví dụ như các cảm biến TMR, hay spin valve... với các chức năng được điều khiển bằng điện trường. Một linh kiện TMR điển hình kiểu này chứa 2 lớp vật liệu sắt từ, ngăn cách bởi một lớp rào thế (dày cỡ 2 nm) là vật liệu multiferroics . Khi dòng điện tử phân cực spin truyền qua hàng rào thế, nó sẽ bị điều khiển bởi điện trường và do đó hiệu ứng từ điện trở của hệ màng sẽ có thể được điều khiển bằng điện trường thay vì từ trường. Những linh kiện kiểu này sẽ rất hữu ích cho việc tạo ra các phần tử nhớ nhiều trạng thái, mà ở đó dữ liệu có thể được lưu trữ bởi cả độ phân cực điện và từ.